# Oltcit
La Oltcit è stata una casa automobilistica attiva con questo nome sino al 1989 e con sede a Craiova, capoluogo del distretto di Dolj in Romania.

## Storia

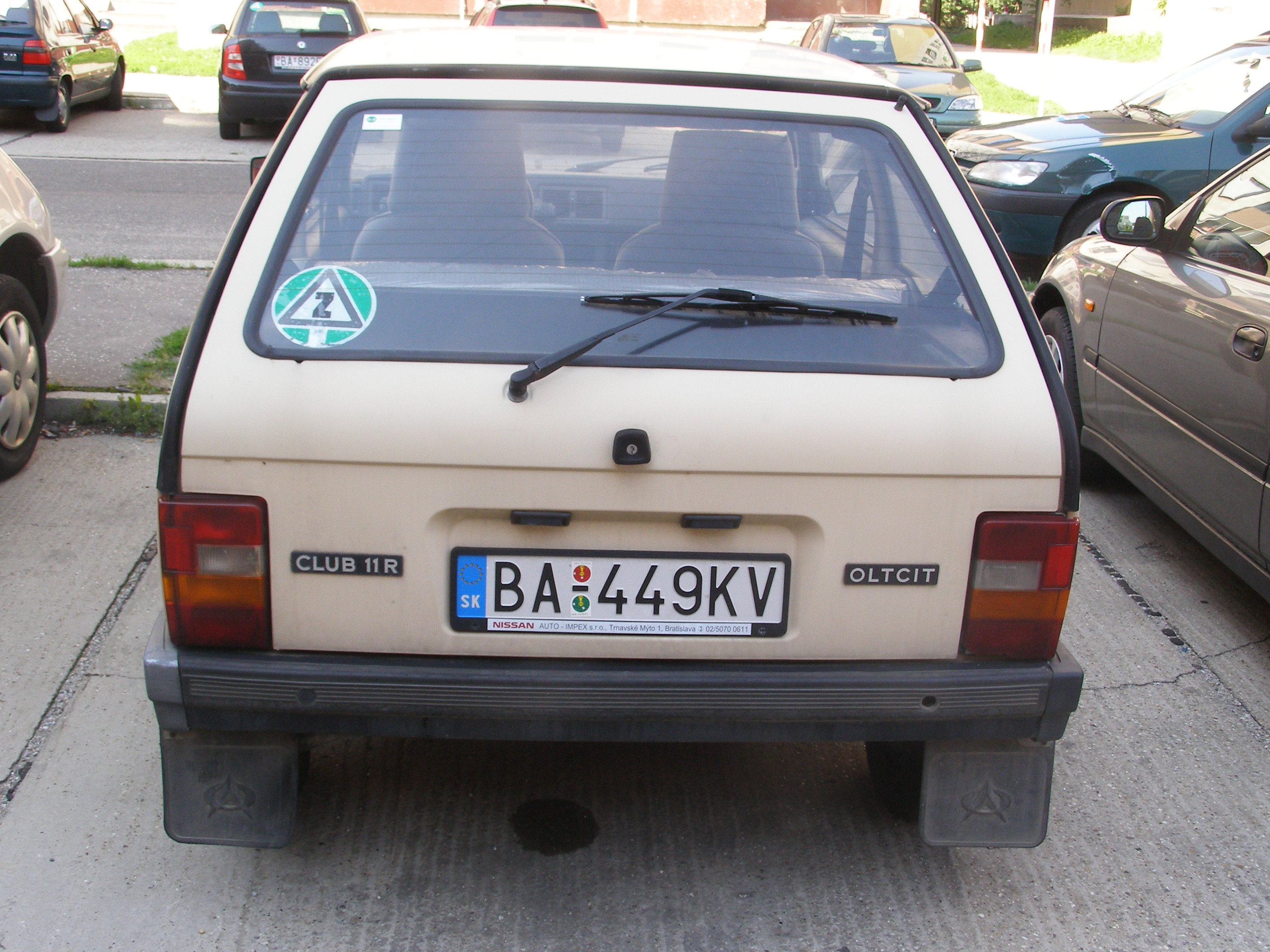
Una Oltcit Club 11

Fortemente voluta da Ceaușescu per formare una joint venture con importanti gruppi occidentali, al fine di creare una produzione anche esportabile di veicoli, nasce nel 1976 come fabbrica automobilistica dotata di tecnologia piuttosto avanzate per l'epoca. 
Dallo Stato Romeno vengono interpellate la Fiat, la Renault e la Citroën. Quest'ultima accetta di collaborare alla produzione di un'autovettura economica e di moderna concezione.
L'azienda viene ufficialmente fondata nel 1978 e denominata Oltcit, acronimo formato con il nome del vicino distretto di Olt ed il marchio Citroën al 36%, partner dello Stato Rumeno nella gestione d'impresa al 64%. Dal 1981 inizia a produrre il modello "Club" per il mercato interno e il modello "Axel" per l'esportazione in Europa..
Terminata la collaborazione con la Citroën (1989) l'azienda prende il nome di S.C. AUTOMOBILE CRAIOVA S.A. Oltena e continua la medesima produzione, nelle versioni "RM" (Romeno Modificato) e RT (Interamente Romeno), con motorizzazioni Dacia fino al 1994, quando viene acquisita dalla Daewoo ed assume il nome di Rodae (acronimo di Romania - Daewoo) nel 2002, iniziando a produrre i modelli della casa Coreana già di proprietà della General Motors, che vengono distribuiti anche nel mercato interno con il marchio Daewoo. Nel 2008 è stata acquisita dalla Ford creando la Ford Romania.

### Cronologia
- 1977 - Fondazione della società OLTCIT di Craiova.
- 1981 - Inizio produzione automobili nello stabilimento OLTCIT.
- 1991 - OLTCIT diviene S.C. AUTOMOBILE CRAIOVA S.A.
- 1994 - Viene fondata la RODAE AUTOMOBILE CRAIOVA S.A. (DAEWOO AUTOMOBILE ROMANIA S.A.), mista tra S.C. Automobile Craiova S.A. e Daewoo Heavy Industries Ltd. Corea (49% + 51%).
- 1994-2006 - S.C. Automobile Craiova S.A. (ACSA) diventa produttrice di componenti per OLTENA, DACIA e Daewoo.
- 2008 - Ford Romania viene creata da Ford Motor Company.